# Путь Карлито
«Путь Карли́то» (англ. Carlito's Way) — американский криминальный фильм 1993 года режиссёра Брайана Де Пальмы. Сюжет фильма основан на романах «Путь Карлито» и «Сверхурочные» (англ. After Hours) Эдвина Торреса.

## Сюжет
Действие фильма происходит в 1975 году в Нью-Йорке. Один из главарей местной наркомафии, пуэрториканец Карлито Бриганте, с помощью своего адвоката Дэйва Клейнфилда, работающего на мафию, досрочно выходит на свободу, отбыв в тюрьме пять лет из тридцати. Карлито удивляет Дэйва своим решением порвать с преступным прошлым. Карлито посещает городской район, в котором он вырос, и замечает, что за время его долгого отсутствия произошли глубокие изменения: баланс сил между соперничающими мафиозными кланами изменился, многие их члены арестованы или убиты. Его самого уже мало кто признаёт авторитетом.
После настойчивых просьб своего молодого племянника Гуахиро Карлито нехотя помогает ему осуществить обмен партии наркотиков на деньги. Но племяннику перерезают горло, а Карлито в перестрелке с трудом удаётся выжить. Тем не менее, Карлито забирает деньги и скрывается из бара. Позже Карлито вкладывает эти деньги в ночной клуб, менеджером которого ему предлагает стать Дэйв. Карлито восстанавливает свои отношения с бывшей любовницей Гейл, которая работает «эротической танцовщицей» в другом ночном заведении и по-прежнему влюблена в него.
Клиент Дэйва Клейнфилда, глава одного из итальянских мафиозных кланов Тони Тальялуччи, находящийся в тюрьме, обвиняет его в том, что он украл у него миллион долларов. Тальялуччи ставит Клейнфилду ультиматум: «Или поможешь мне сбежать из тюрьмы, или мои люди прикончат тебя». Клейнфилд, укравший деньги, всё глубже погружается в депрессию и алкоголизм и начинает роман с любовницей молодого гангстера из Бронкса Бенни Бланко, который часто появляется в ночном клубе Карлито. Бланко набрасывается на Клейнфилда, но Карлито приказывает подручным избить Бланко. Бланко становится врагом Карлито.
Карлито с большой неохотой соглашается помочь Клейнфилду вытащить из тюрьмы его клиента. Карлито, Дэйв и сын Тальялуччи, Френки на моторной яхте прибывают ночью к стенам тюрьмы, которая представляет собой специальную многопалубную баржу, дрейфующую в заливе. Тони Тальялуччи в воде, размахивая руками, зовёт на помощь. Его сын, Карлито и Дэйв приближаются к нему. Дэйв бьёт монтировкой по голове тонущего Тальялуччи. Тот погибает. После этого Дэйв убивает и его сына.
Клейнфилд объясняет Карлито, что если бы он даже спас Тони Тальялуччи, тот всё равно убил бы его, а смерть Тальялуччи можно объяснить как неудачную попытку побега и свалить всю вину на полицейских. Это объяснение не удовлетворяет Карлито, который понимает, что мафиози из клана Тальялуччи начнут подозревать их обоих в убийстве их босса.
На Клейнфилда совершают покушение люди Тальялуччи, и он с несколькими ножевыми ранениями оказывается в госпитале. В тот же день окружной прокурор предлагает Карлито сделку. Клейнфилд давно является объектом расследования прокуратуры и, чтобы снять полицейских со своего хвоста, он подставил Бриганте, и попытался убедить окружного прокурора, что Карлито по-прежнему наркоторговец. Карлито слушает записанные «откровения» Дэйва, ему предлагают федеральную защиту в обмен на показания против Клейнфилда. Но Карлито, верный своему кодексу чести, отвергает это предложение. В госпитале Клейнфилд признается в предательстве и говорит, что честь не имеет значения, когда на кону его личные интересы. Карлито незаметно вынимает патроны из револьвера Дейва, который тот держал под подушкой. Когда Карлито выходит из палаты, с ним расходится сын Тальялуччи Винни, переодетый полицейским и убивает Клейнфилда.
У Карлито есть один выход — забрать свои деньги из ночного клуба и убраться из Нью-Йорка вместе с беременной от него Гейл. Работой в клубе он накопил себе достаточную сумму, чтобы купить автопрокат на Багамах, который предложил ему приобрести его старый друг. Карлито договаривается с Гейл встретиться на Центральном вокзале и уехать в Майами.
Карлито в клубе встречают мафиози, в числе которых и Винни Тальялуччи. Итальянцы подозревают Карлито в убийстве, но не до конца уверены в его вине и хотят поговорить с ним. Это даёт возможность Карлито зайти в офис, забрать деньги и уйти. Он спускается в метро, но итальянцы садятся ему на хвост. После перестрелки на эскалаторе вокзала он встречается с Гейл и приятелем Пачангой. Неожиданно появляется Бенни Бланко, который, подкупив Пачангу, узнал место встречи. Бланко несколько раз стреляет в Карлито. Пачанга наклоняется к Карлито и со смехом извиняется за предательство. В этот момент Бенни Бланко убивает и его. Карлито успевает передать Гейл деньги. Фильм заканчивается под песню «You Are So Beautiful» в исполнении Джо Кокера, размышлениями Карлито о предстоящей смерти и о том, что скоро появится новая, «улучшенная» копия Карлито в виде его сына.

## В ролях
| Актёр               | Роль                       |
| ------------------- | -------------------------- |
| Аль Пачино          | Карлито «Чарли» Бриганте   |
| Шон Пенн            | Дэйв Клейнфилд             |
| Вигго Мортенсен     | Лалин                      |
| Пенелопа Энн Миллер | Гейл                       |
| Джон Легуизамо      | Бенни Бланко               |
| Луис Гусман         | Пачанга                    |
| Джозеф Сираво       | Винсент «Винни» Тальялуччи |
| Джеймс Ребхорн      | прокурор Норволк           |
| Джон Ортис          | Гуахиро                    |